# Tabia
Tabia est une commune de la wilaya de Sidi Bel Abbès en Algérie.

## Géographie

### Situation
| Badredine El Mokrani | Lamtar; Boukhanafis | Boukhanafis      |
| Badredine El Mokrani | Tabia               | Boukhanafis      |
| Chettouane Belaila   | Sidi Ali Benyoub    | Sidi Ali Benyoub |

## Histoire

### Avant l'indépendance algérienne
Le toponyme « La Tablia » apparaît sur les cartes d'état-major dès 1848, puis devient « La Tabia » et enfin « Tabia ». Auparavant, des nomades d'origine berbère et des tribus arabes venus de Sidi Okba s'y établirent ou y transitèrent. En raison de sa position stratégique, elle fut très tôt regardée comme une étape sur la route du sud empruntée par les caravanes. Au début de la conquête française, après 1830, le lieu devint un bivouac puis un relais d'étape destiné aux soldats qui se rendaient au sud vers Béchar.
Cette région est située à 25 mètres au-dessus de la plaine de la rivière Mekerra, où de nombreux pins poussaient sur un sol riche en argile, matériau qui, mêlé de paille, servit à confectionner des briques sèches aux premiers colons qui bâtirent une redoute puis un barrage. Le mot « tabia » sert à qualifier les constructions de ce type, au nord de l'Algérie mais aussi en Tunisie. Au printemps 1865, le barrage de « la Tabia » a été emporté par une importante crue et a dévasté la vallée de la Mekerra sans faire de victime. Reconstruit, il a permis de développer l'agriculture céréalière.
En 1877, Tabia devient un hameau de Boukhanafis, une ancienne smala de Spahis, qui forme avec Sidi Ali Benyoub et Tenira, la commune mixte de Mekerra en 1888. Des concessions sont données à titre gratuit à 22 familles de colons français. Par décret du 8 février 1906, Tabia devient une commune de plein exercice. Le premier maire fut Mathias Weber (1886-1912). Une gare a été construite par des ouvriers italiens.
Un premier club de football a été créé avant 1940, l'Union sportive tabiassienne, où s'illustra Mokhtar Louhibi. Le 21 février 1954, l'équipe de l'UST bat le Sporting Club de Sidi Bel Abbés (SCBA), qui détenait de titre de champion d'Afrique du Nord, grâce à son joueur star, Emmanuel Aznar.

### Depuis 1962
En 1963, un nouveau club de football est fondé, le Ghalia Sporting de Tabia (GST), dirigé par Miloud Benhadou. Tabia est la même année rattachée de nouveau à Boukhanafis. Lors du découpage de 1984, Tabia retrouve son autonomie administrative.